# Cyprus op het Eurovisiesongfestival 1986
Cyprus nam deel aan het Eurovisiesongfestival 1986 in Bergen, Noorwegen. Het was de 6de deelname van het land op het Eurovisiesongfestival. De CyBC was verantwoordelijk voor de Cypriotische bijdrage voor de editie van 1986.

## Selectieprocedure
Net zoals het jaar ervoor koos men ervoor om via een interne selectie de kandidaat en het lied aan te duiden voor het festival. Uiteindelijk koos men voor de zangeres Elpida met het lied Tora zo.

## In Bergen
In Noorwegen trad Cyprus als 15de van 20 landen aan, na Duitsland en voor Oostenrijk. Het land behaalde een 19de plaats en laatste plaats, met 4 punten. Dit was de eerste keer - en tot op heden ook de laatste keer - dat Cyprus op de laatste plaats eindigde. België en Nederland gaven geen punten aan deze inzending.

### Gekregen punten

#### Finale
| 12 punten | 10 punten | 8 punten      | 7 punten | 6 punten  |
| --------- | --------- | ------------- | -------- | --------- |
|           |           |               |          |           |
| 5 punten  | 4 punten  | 3 punten      | 2 punten | 1 punt    |
|           |           | - Joegoslavië |          | - Ierland |

### Punten gegeven door Cyprus

#### Finale
Punten gegeven in de finale:
| 12 punten | Joegoslavië         |
| 10 punten | België              |
| 8 punten  | Luxemburg           |
| 7 punten  | Denemarken          |
| 6 punten  | Noorwegen           |
| 5 punten  | Zwitserland         |
| 4 punten  | IJsland             |
| 3 punten  | Finland             |
| 2 punten  | Verenigd Koninkrijk |
| 1 punt    | Nederland           |

1981 · 1982 · 1983 · 1984 · 1985 · 1986 · 1987 · 1988 · 1989 · 1990 · 1991 · 1992 · 1993 · 1994 · 1995 · 1996 · 1997 · 1998 · 1999 · 2000 · 2001 · 2002 · 2003 · 2004 · 2005 · 2006 · 2007 · 2008 · 2009 · 2010 · 2011 · 2012 · 2013 · 2014 · 2015 · 2016 · 2017 · 2018 · 2019 · 2020 · 2021 · 2022 · 2023 · 2024 · 2025